# موزه پست و ارتباطات زاهدان
موزه پست و ارتباطات زاهدان در ساختمان قدیمی پست زاهدان در استان سیستان و بلوچستان قرار دارد. این ساختمان در سال ۱۳۱۱، هجری شمسی در زمان حکومت پادشاهی رضاشاه پهلوی به نام «اداره ایالتی پست و تلگراف بلوچستان و سیستان» در زاهدان با استفاده از مصالحی همچون خشت خام و آجر و با به شکل بومی کویری ساخته شده. در سال ۱۳۷۷، با شماره ۲۱۵۷ به ثبت آثار ملی ایران رسیده‌است.

## تاریخچه
ساختمان قدیمی اداره پست و تلگراف در شهر زاهدان استان سیستان و بلوچستان که در سال ۱۳۱۱ هجری شمسی در زمان حکومت پادشاهی رضاشاه پهلوی به نام«اداره ایالتی پست و تلگراف بلوچستان و سیستان» در زاهدان احداث شده‌است.
در کتاب سرگذشت بلوچستان و مرزهای آن اثر سپهبد امان الله جهانبانی تالیف سال ۱۳۳۸شمسی در لیست سازمان های اداری و لشگری «استان بلوچستان و سیستان» از «اداره پست و تلگراف بلوچستان و سیستان» نام برده.

## ویژگی بنا
در پلان اولیه آن، کلیه فضاهای معماری آن به حیاط مرکزی منتهی می‌شد که اکنون این حیاط در بخش غربی بنای فعلی موزه پست واقع شده‌است.

## محتویات موزه
ترازو، تمبز زن، رادیو لامپی و تلفن سلطنتی رومیزی، در بخش پست تاریخی (انواع مهره‌های کشف شده دکمه ای، استامپی، استوانه ای در شهر سوخته، مرد تلگراف چی و ماکت کبوتر خانه پست میرجاوه)، بخش تمبرهای ایران و بین‌الملل و بخش ارتباطات (تلفن و تلگراف)

## فرستنده رادیویی
این بنا علاوه بر فعالیت اصلی خود بعنوان اداره پست و تلگراف در سال ۱۳۳۸ با نصب اولین فرستنده رادیویی یک کیلو واتی، با تهیه و ارسال برنامه‌هایی به زبان‌های سیستانی و بلوچی به عنوان مرکز و ایستگاه رادیویی جنوب شرق فعالیت می‌نمود و در سال ۱۳۴۲ با ارتقاء و نصب فرستنده صد کیلو واتی در آن، برنامه‌های رادیویی تهیه شده در این محل به زبان اردو و هندی برای کشورهای شبه قاره هند (افغانستان، پاکستان و هندوستان) نیز پخش می‌شده‌است.

## به ثبت رسیدن در آثار ملی کشور
این مکان تاریخی در سال ۱۳۷۷ با شماره ۲۱۵۷ به ثبت آثار ملی کشور رسیده‌است.

## آدرس
خیابان طالقانی، بین طالقانی ۹ و ۱۱